# Vesuna Corona
Vesuna Corona est une corona, formation géologique en forme de couronne, située sur la planète Vénus par -65,5° S et 275° E. Elle est localisée dans le quadrangle de Godiva. Elle a été nommée en référence à Vesuna, déesse romaine de la végétation. 

## Géographie et géologie
Vesuna Corona couvre une surface circulaire d'environ 200 km de diamètre. 